# Tauragnai
Tauragnai is een plaats in de gemeente Utena in het Litouwse district Utena. De plaats telt 602 inwoners (2001).